# Lima, Illinois
Lima är en ort (village) i Adams County i delstaten Illinois, USA. Vid folkräkningen år 2000 uppgick antalet invånare till 159. Den har enligt United States Census Bureau en area på 0,5 km², allt är land.